# Walentin Trifonow
Walentin Andriejewicz Trifonow (ros. Валентин Андреевич Трифонов, ur. 27 sierpnia?/8 września 1888 w stanicy Nowoczerkaskiej w Obwodzie Wojska Dońskiego, zm. 15 marca 1938 w miejscu egzekucji Kommunarka) – rewolucjonista rosyjski, radziecki działacz państwowy, wojskowy i dyplomata, przewodniczący Kolegium Wojskowego Sądu Najwyższego ZSRR (1923-1926).

## Życiorys
Urodzony w rodzinie kozaka dońskiego, 1904 wstąpił do SDPRR. Po rewolucji lutowej i obaleniu caratu w marcu 1917 został sekretarzem frakcji bolszewików w Piotrogrodzkiej Radzie Delegatów Robotniczych i Żołnierskich, potem komisarzem Wyspy Wasiljewskiej. We wrześniu 1917 został komisarzem komendantury Głównego Sztabu Czerwonej Gwardii Piotrogrodu, a w październiku 1917 członkiem Głównego Sztabu Czerwonej Gwardii Piotrogrodu.
Po przewrocie bolszewickim (rewolucji październikowej) od stycznia do kwietnia 1918 członek Kolegium Komisariatu Ludowego Spraw Wojskowych RFSRR, następnie członek Wszechrosyjskiego Kolegium ds. Organizacji i Zarządzania Armią Czerwoną. W kwietniu-maju 1918 przedstawiciel Komisariatu Ludowego Spraw Wojskowych RFSRR na Froncie Południowym. Formował oddziały Armii Czerwonej na Ukrainie, w Donbasie i na Uralu, w czerwcu 1918 przedstawiciel Komisariatu do Spraw Wojskowych na Froncie Wschodnim, od 11 listopada 1918 do 22 lutego 1919 był członkiem Rady Wojskowo-Rewolucyjnej 3 Armii Frontu Wschodniego, w czerwcu-lipcu 1919 dowódcą Specjalnego Korpusu Ekspedycyjnego nad Donem. Od lipca do września 1919 był członkiem Rady Wojskowo-Rewolucyjnej Specjalnej Grupy Wojsk Wasilija Szorina, od 1 października do 14 grudnia 1919 członkiem Rady Wojskowo-Rewolucyjnej Frontu Południowo-Wschodniego, a od 12 stycznia 1920 do 29 maja 1921 członkiem Rady Wojskowo-Rewolucyjnej Frontu Kaukaskiego, później był pracownikiem administracyjno-gospodarczym.
Od 30 listopada 1923 do 2 lutego 1926 przewodniczący Kolegium Wojskowego Sądu Najwyższego ZSRR, od stycznia 1926 do lutego 1928 przedstawiciel handlowym (torgpred) ZSRR w Finlandii, a od 1930 do czerwca 1937 przewodniczący Głównego Komitetu Koncesyjnego przy Radzie Komisarzy Ludowych ZSRR.
W okresie wielkiej czystki 21 czerwca 1937 został aresztowany przez NKWD. 15 marca 1938 skazany na śmierć przez Kolegium Wojskowe Sądu Najwyższego ZSRR z zarzutu o udział w organizacji kontrrewolucyjnej. Rozstrzelany tego samego dnia w miejscu egzekucji Kommunarka pod Moskwą, pochowany anonimowo.
26 listopada 1955 zrehabilitowany postanowieniem Kolegium Wojskowego SN ZSRR.
Ojciec pisarza Jurija Trifonowa.